# José Andrés Hurtado
José Andrés Hurtado Cheme (Santo Domingo, Ecuador, 23 de diciembre de 2001) es un futbolista ecuatoriano. Juega como defensa y su equipo actual es Red Bull Bragantino de la Serie A de Brasil.

## Trayectoria

### Independiente del Valle
Hurtado inició su carrera en la cantera de Independiente del Valle, llegando al club a los 15 años junto a Léo Realpe. De paso por las categorías juveniles, su debut profesional se dio en 2019 y en 2020 integró el plantel campeón de la Copa Libertadores Sub-20, habiendo concedido la asistencia para el primer gol de su equipo, que ganó la final por 2-1 a River Plate de Argentina.
Sin embargo, recién se consagró en el equipo principal en la temporada 2021, jugando 34 partidos (31 como titular), habiendo marcado un gol y repartido ocho asistencias en el periodo. Su primer y único gol con el negriazul fue el 3 de mayo de 2021, en la derrota por 2-1 ante Manta Fútbol Club en la décima jornada del Campeonato Ecuatoriano 2021. También fue parte del plantel que se consagró campeón de la Serie A de Ecuador por el primera vez en la historia del club, venciendo en la final a Emelec 4-2 en el global (1-1 en el partido de ida y 3-1 en la vuelta).

### Red Bull Bragantino
El 18 de enero de 2022 fue anunciado como nuevo fichaje del Red Bull Bragantino de la Serie A de Brasil, con contrato hasta diciembre de 2026. Hizo su debut con el club el 3 de febrero de 2022, en una victoria por 4-3 sobre São Paulo, válida para la tercera ronda del Campeonato Paulista.
Marcó su primer gol el 6 de abril de 2022, anotando el segundo gol por Copa Libertadores en la victoria por 2-0 sobre Nacional de Montevideo.

## Selección nacional

### Selección absoluta
El 9 de junio de 2021 fue incluido por Gustavo Alfaro en la lista de los 28 jugadores de la selección ecuatoriana para su participación en la Copa América disputada en Brasil.
Hizo su debut el 5 de septiembre de 2021 en un partido de clasificación para la Copa del Mundo Catar 2022 contra Chile en un empate 0-0 en casa. Comenzó el partido y fue sustituido a los 57 minutos.
El 23 de octubre fue incluido por Gustavo Alfaro en la lista de 20 jugadores para disputar el encuentro amistoso ante México el 27 de noviembre.
El 29 de mayo de 2024, fue incluido en la lista de 26 futbolistas convocados por Félix Sánchez Bas para su participación en la Copa América 2024.

#### Participaciones en eliminatorias
| Eliminatorias      | Sede            | Resultado   | Partidos | Goles |
| ------------------ | --------------- | ----------- | -------- | ----- |
| Eliminatorias 2022 | América del Sur | Clasificado | 1        | 0     |
| Eliminatorias 2026 | América del Sur | Clasificado | 3        | 0     |

#### Participaciones en Copa América
| Copa              | Sede           | Resultado        | Partidos | Goles |
| ----------------- | -------------- | ---------------- | -------- | ----- |
| Copa América 2021 | Brasil         | Cuartos de final | 0        | 0     |
| Copa América 2024 | Estados Unidos | Cuartos de final | 1        | 0     |

### Partidos internacionales
Actualizado al último partido disputado el 30 de junio de 2024. 
| \| N.° \| Fecha \| Ciudad \| Rival \| Resultado \| Resultado \| Competencia \| \| --- \| ------------------------ \| ------------ \| ---------- \| --------- \| --------- \| ----------------------------------- \| \| 1. \| 5 de septiembre de 2021 \| Quito \| Chile \| 0-0 \| Empate \| Eliminatorias al Mundial Catar 2022 \| \| 2. \| 17 de junio de 2023 \| Harrison \| Bolivia \| 1-0 \| Victoria \| Amistoso \| \| 3. \| 20 de junio de 2023 \| Chester \| Costa Rica \| 3-1 \| Victoria \| Amistoso \| \| 4. \| 7 de septiembre de 2023 \| Buenos Aires \| Argentina \| 0-1 \| Derrota \| Eliminatorias al Mundial 2026 \| \| 5. \| 12 de septiembre de 2023 \| Quito \| Uruguay \| 2-1 \| Victoria \| Eliminatorias al Mundial 2026 \| \| 6. \| 17 de octubre de 2023 \| Quito \| Colombia \| 0-0 \| Empate \| Eliminatorias al Mundial 2026 \| \| 7. \| 21 de marzo de 2024 \| Harrison \| Guatemala \| 2-0 \| Victoria \| Amistoso \| \| 8. \| 12 de junio de 2024 \| Chester \| Bolivia \| 3-1 \| Victoria \| Amistoso \| \| 9. \| 30 de junio de 2024 \| Glendale \| México \| 0-0 \| Empate \| Copa América 2024 \| |                          |              |            |           |           |                                     |
| N.° | Fecha                    | Ciudad       | Rival      | Resultado | Resultado | Competencia                         |
| 1. | 5 de septiembre de 2021  | Quito        | Chile      | 0-0       | Empate    | Eliminatorias al Mundial Catar 2022 |
| 2. | 17 de junio de 2023      | Harrison     | Bolivia    | 1-0       | Victoria  | Amistoso                            |
| 3. | 20 de junio de 2023      | Chester      | Costa Rica | 3-1       | Victoria  | Amistoso                            |
| 4. | 7 de septiembre de 2023  | Buenos Aires | Argentina  | 0-1       | Derrota   | Eliminatorias al Mundial 2026       |
| 5. | 12 de septiembre de 2023 | Quito        | Uruguay    | 2-1       | Victoria  | Eliminatorias al Mundial 2026       |
| 6. | 17 de octubre de 2023    | Quito        | Colombia   | 0-0       | Empate    | Eliminatorias al Mundial 2026       |
| 7. | 21 de marzo de 2024      | Harrison     | Guatemala  | 2-0       | Victoria  | Amistoso                            |
| 8. | 12 de junio de 2024      | Chester      | Bolivia    | 3-1       | Victoria  | Amistoso                            |
| 9. | 30 de junio de 2024      | Glendale     | México     | 0-0       | Empate    | Copa América 2024                   |

## Estadísticas

### Clubes
Actualizado al último partido disputado el 3 de agosto de 2025.
| Equipo                            | Temporada     | Liga          | Liga  | Liga  | Copas nacionales | Copas nacionales | Copas internacionales | Copas internacionales | Otros | Otros | Total | Total |
| Equipo                            | Temporada     | Div.          | Part. | Goles | Part.            | Goles            | Part.                 | Goles                 | Part. | Goles | Part. | Goles |
| --------------------------------- | ------------- | ------------- | ----- | ----- | ---------------- | ---------------- | --------------------- | --------------------- | ----- | ----- | ----- | ----- |
| Independiente del Valle · Ecuador | 2019          | 1.ª           | 1     | 0     | 1                | 0                | 0                     | 0                     | —     | —     | 2     | 0     |
| Independiente del Valle · Ecuador | 2020          | 1.ª           | 1     | 0     | 0                | 0                | 0                     | 0                     | —     | —     | 1     | 0     |
| Independiente Juniors · Ecuador   | 2020          | 2.ª           | 15    | 2     | 0                | 0                | —                     | —                     | —     | —     | 15    | 2     |
| Independiente Juniors · Ecuador   | Total club    | Total club    | 15    | 2     | 0                | 0                | 0                     | 0                     | 0     | 0     | 15    | 2     |
| Independiente del Valle · Ecuador | 2021          | 1.ª           | 26    | 1     | 0                | 0                | 8                     | 0                     | —     | —     | 34    | 1     |
| Independiente del Valle · Ecuador | Total club    | Total club    | 28    | 1     | 1                | 0                | 8                     | 0                     | 0     | 0     | 37    | 1     |
| Red Bull Bragantino · Brasil      | 2022          | 1.ª           | 16    | 0     | 2                | 0                | 6                     | 2                     | 10    | 0     | 34    | 2     |
| Red Bull Bragantino · Brasil      | 2023          | 1.ª           | 25    | 0     | 2                | 0                | 3                     | 0                     | 12    | 0     | 42    | 0     |
| Red Bull Bragantino · Brasil      | 2024          | 1.ª           | 17    | 0     | 0                | 0                | 2                     | 0                     | 8     | 0     | 27    | 0     |
| Red Bull Bragantino · Brasil      | 2025          | 1.ª           | 16    | 1     | 3                | 0                | 0                     | 0                     | 10    | 0     | 29    | 1     |
| Red Bull Bragantino · Brasil      | Total club    | Total club    | 74    | 1     | 7                | 0                | 11                    | 2                     | 40    | 0     | 132   | 3     |
| Total carrera                     | Total carrera | Total carrera | 117   | 4     | 8                | 0                | 19                    | 2                     | 40    | 0     | 184   | 6     |
| 1. 2. 3.                          |               |               |       |       |                  |                  |                       |                       |       |       |       |       |

## Palmarés

### Campeonatos nacionales
| Título             | Club                    | País    | Año  |
| ------------------ | ----------------------- | ------- | ---- |
| Serie A de Ecuador | Independiente del Valle | Ecuador | 2021 |

### Campeonatos internacionales
| Título                   | Club                    | País    | Año  |
| ------------------------ | ----------------------- | ------- | ---- |
| Copa Libertadores Sub-20 | Independiente del Valle | Ecuador | 2020 |